# Азербайджанські музичні інструменти

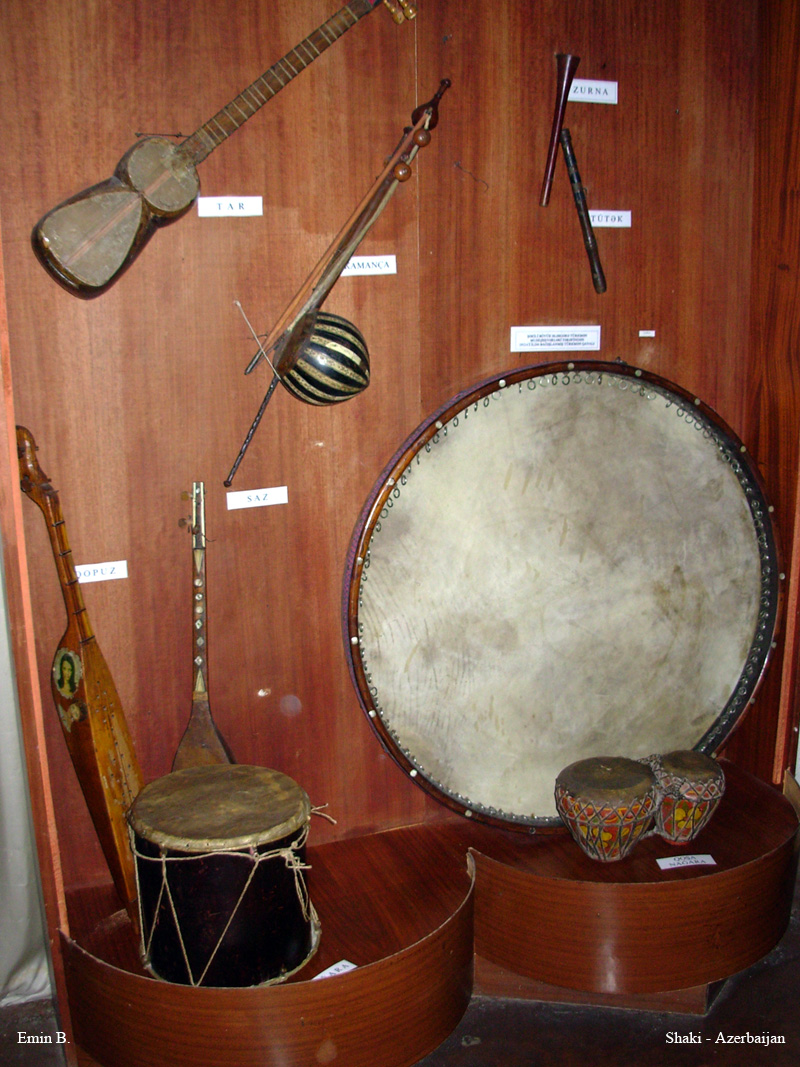
Азербайджанські народні музичні інструменти, виставлені в краєзнавчому музеї міста Шекі

Азербайджанські народні музичні інструменти (азерб. Azərbaycan xalq çalğı alətləri) — музичні інструменти, використовувані азербайджанським народом під час виконання музики (мугамів, народної музики, в оркестрах). Азербайджанські музичні інструменти поділяються на три основні групи — струнні, ударні, духові. Оздоблення музичних інструментів також становить особливу галузь народної творчості.

## Історія
Згадуються такі майстри азербайджанського музичного мистецтва як Аліхан Тебрізі і Ризаддін Ширвані. Перший з них винайшов музичний інструмент шуштер, а другий — шешхана. Турецький мандрівник Евлія Челебі (XVII ст.) повідомляє, що знаменитий сазандар свого часу, нахічеванець Мурад-Ага, був переселений турецьким султаном Мурадом III у Константинополь.
1931 року в стінах Азербайджанського Комітету з радіомовлення азербайджанський композитор Узеїром Гаджибековим створив нотний оркестр азербайджанських народних інструментів. Думка ж про створення цього оркестру була подана Гаджибекову Муслімом Магомаєвим.
У січні 2000 року при Азербайджанській державній філармонії створено Азербайджанський державний оркестр народних інструментів.
5-7 листопада 2012 року у Франції, в Музеї мистецтва та історії міста Коньяк, відбулася виставка, присвячена азербайджанському мистецтву й ремеслу, на якій в числі інших предметів було виставлено й деякі азербайджанські народні музичні інструменти.

Перший нотний азербайджанський оркестр народних інструментів
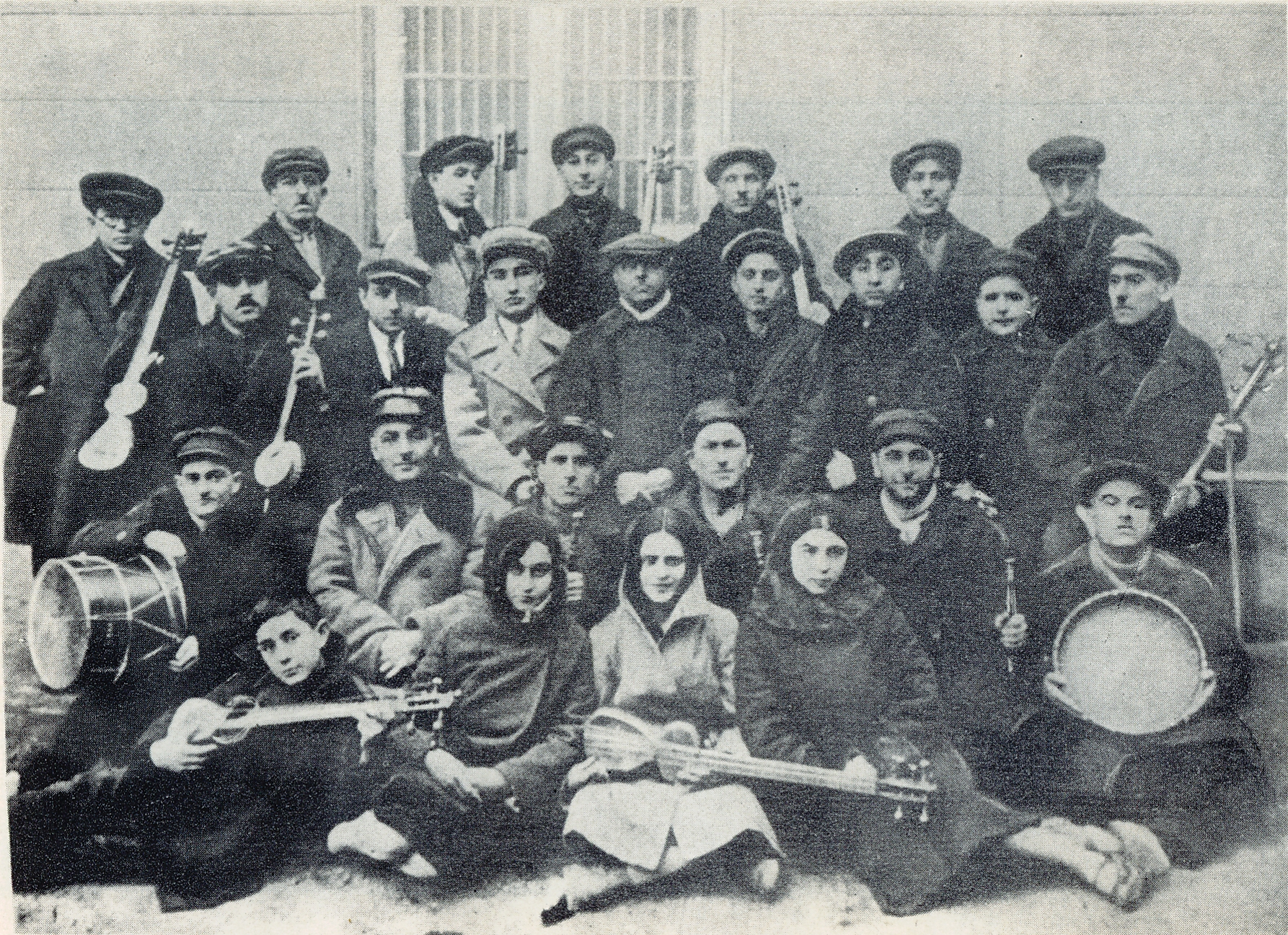
Перший нотний азербайджанський оркестр народних інструментів. 1932 рік
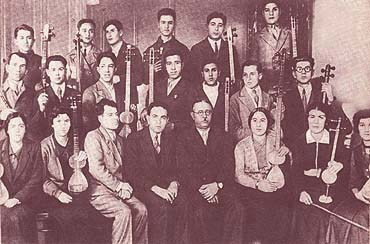
Узеїр Гаджибеков серед учасників створеного ним нотного оркестру азербайджанських народних інструментів (1932 рік)

## Класифікація

### Струнні
В групі струнних інструментів перш за все називають супутник ашуга — саз (азерб. saz), найбільш стародавній і популярний інструмент. В народній поезії саз оспівано як «солодкозвучний» та «золотий». Саз належить до числа лю́тневих інструментів з довгим грифом (від 1 до 1,5 м); Корпус інструменту грушоподібний, великий і глибокий. Його виготовляють з деревини шовковиці, яка з часом темніє і набуває характерного коричневого кольору. Металеві струни саза діляться на мелодійну, настроювальну і акомпанементну групи, число струн коливається від чотирьох до восьми і більше. Саз має дзвінкий тембр і мелодійність і служить акомпанувальним інструментом до сольного співу. Серед ашугів популярний довгий саз; його носять на ремені через плече. Варто відзначити, що мистецтво азербайджанських ашугів внесено до списку нематеріальної культурної спадщини людства.
Тар (азерб. tar), так само як саз, лю́тневий інструмент, що нагадує за формою гітару. Звичайне число струн — 11, що розділяються, як і на сазі, на три групи: мелодійну, настроювальну і акомпанементну. Дека тара робиться не з дерева, як у саза, а з бичачого міхура, що надає тару особливого тембру. Складний звукоряд інструменту дозволяє досягати інтонаційного різноманіття. Тар — обов'язковий інструмент ханенде під час виконання мугамів. Азербайджанське мистецтво гри на тарі і майстерність його виготовлення, так само, як і мугам, внесено до списку нематеріальної культурної спадщини людства.
Кеманча (азерб. kamança) — смичковий три- або чотири-, а іноді і п'ятиструнний інструмент, з круглим корпусом і округлим грифом. Для гри на кеманчі використовують луковидний смичок, тримаючи інструмент вертикально на колінах. За тембром кеманча нагадує скрипку.
Крім перерахованого вище серед азербайджанських інструментів виділяються гопуз, чогур, чагане, барбат, ширванський танбур, ченг, руд, сантур і канун.

Музиканти з різними струнними інструментами
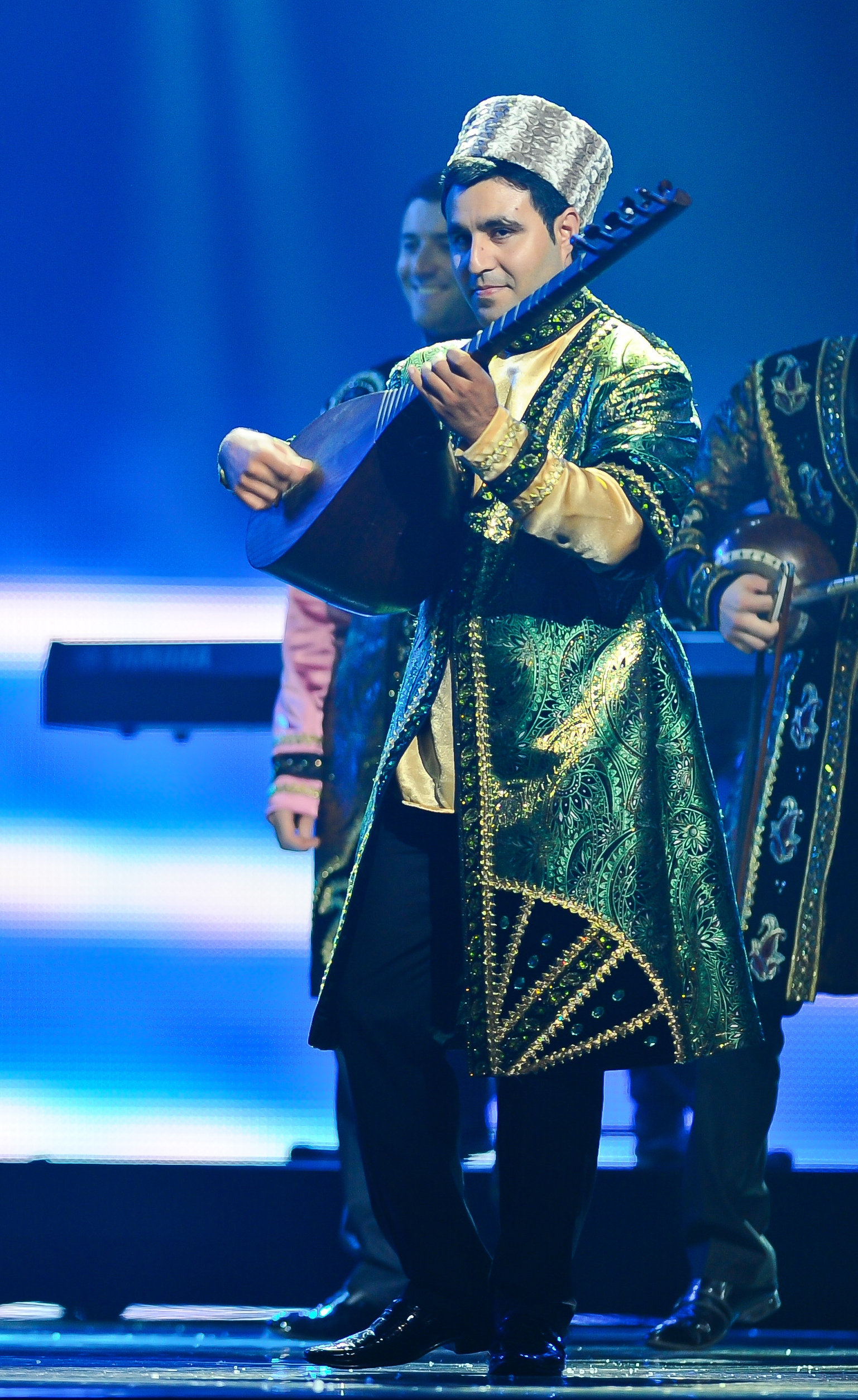
Ашуг зі сазом
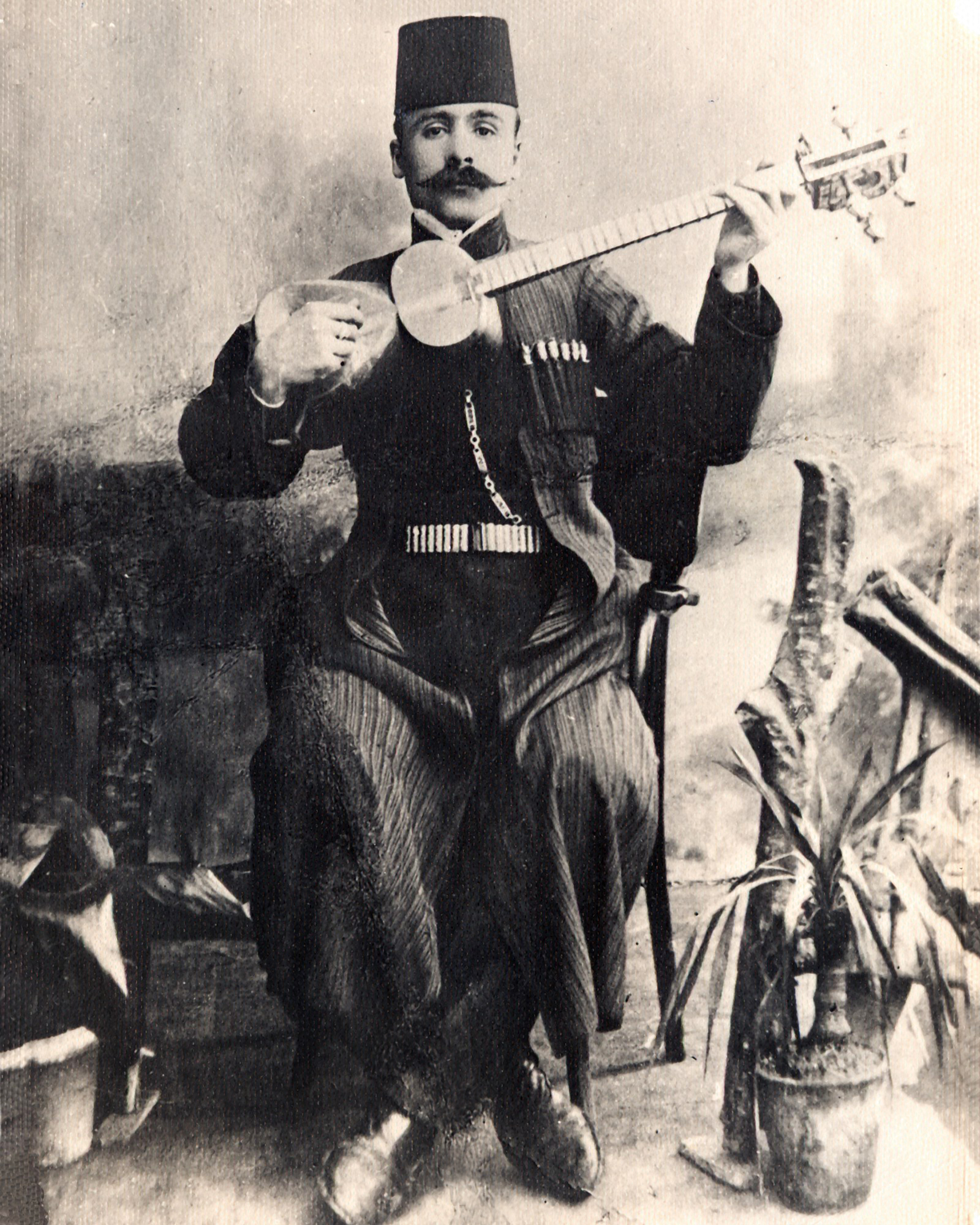
Мешаді Джаміль Аміров з таром
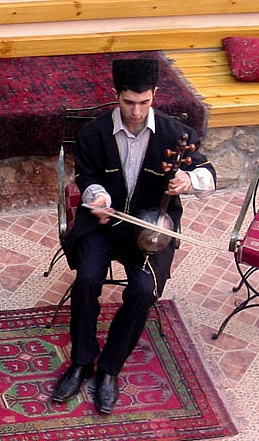
Музикант, що грає на кеманчі
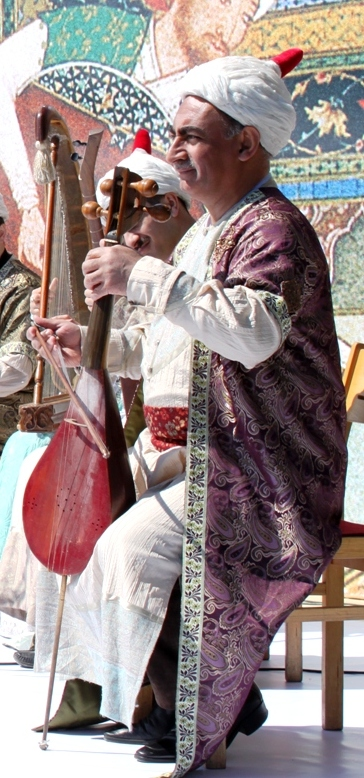
Музикант, що грає на чагане

### Ударні
Групу ударних інструментів становлять барабани, литаври, бубни. Азербайджанський барабан нагара (азерб. nağara) відрізняється від звичайного барабана тим, що під час гри по ньому замість паличок вдаряють просто руками. Існують такі різновиди нагари: голтуг нагара, джура нагара, беюк нагара. Азербайджанські литаври гоша-нагара (азерб. qoşa nağara) — це парні барабанчики невеликих розмірів, причому діаметр одного трохи менший від діаметра іншого, що змушує їх звучати по-різному. Корпус барабанчиків керамічний, мембрана ж робиться зі шкіри. Це надає звуку своєрідного глухуватого відтінку. Обидва барабанчики укріплені на нерухомій основі. Часто на цій основі укріплюють ще й металевий дзвіночок на довгій ніжці. По барабанчиках зазвичай б'ють руками, іноді використовують палички.
Бубон (гавал (азерб. qaval) і даф (азерб. dəf)) складається з дерев'яного обруча, який обтягується мембраною з бичачого міхура. З внутрішньої сторони складається з кілець і брязкалець. Крім перерахованих серед народних ударних інструментів виділяються лаггуту і дарбука.

Музиканти з різними ударними інструментами
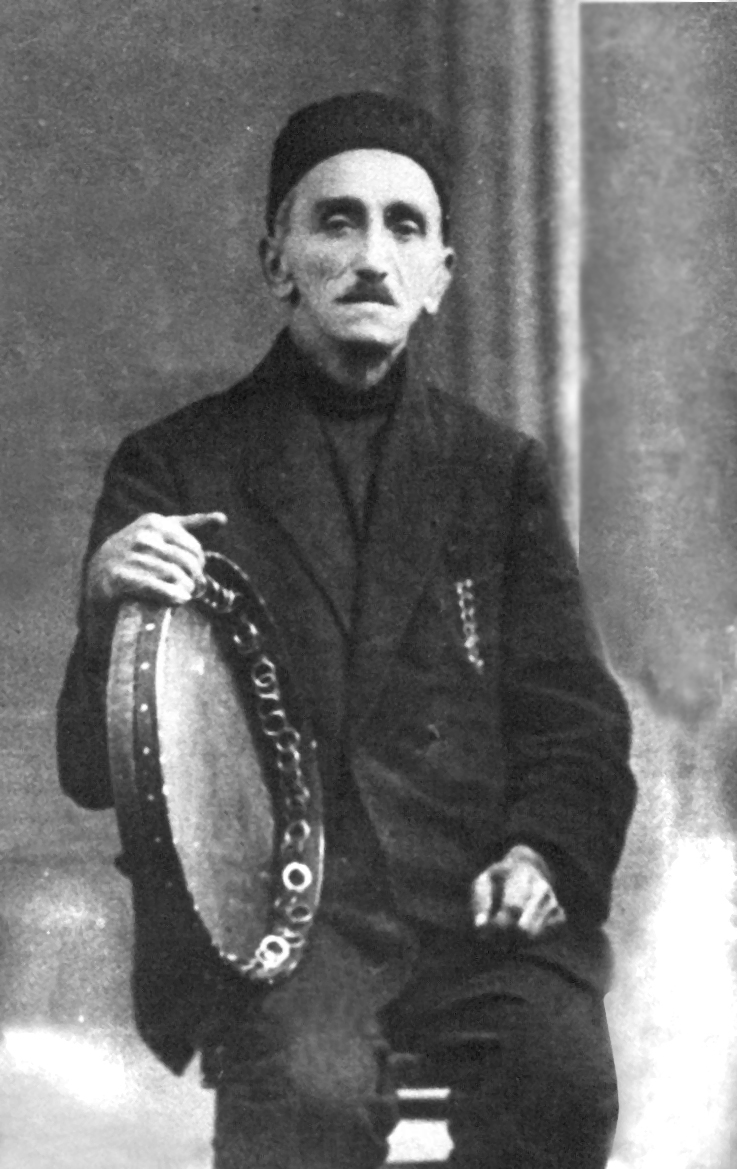
Джаббар Карьягдиогли з гавалом
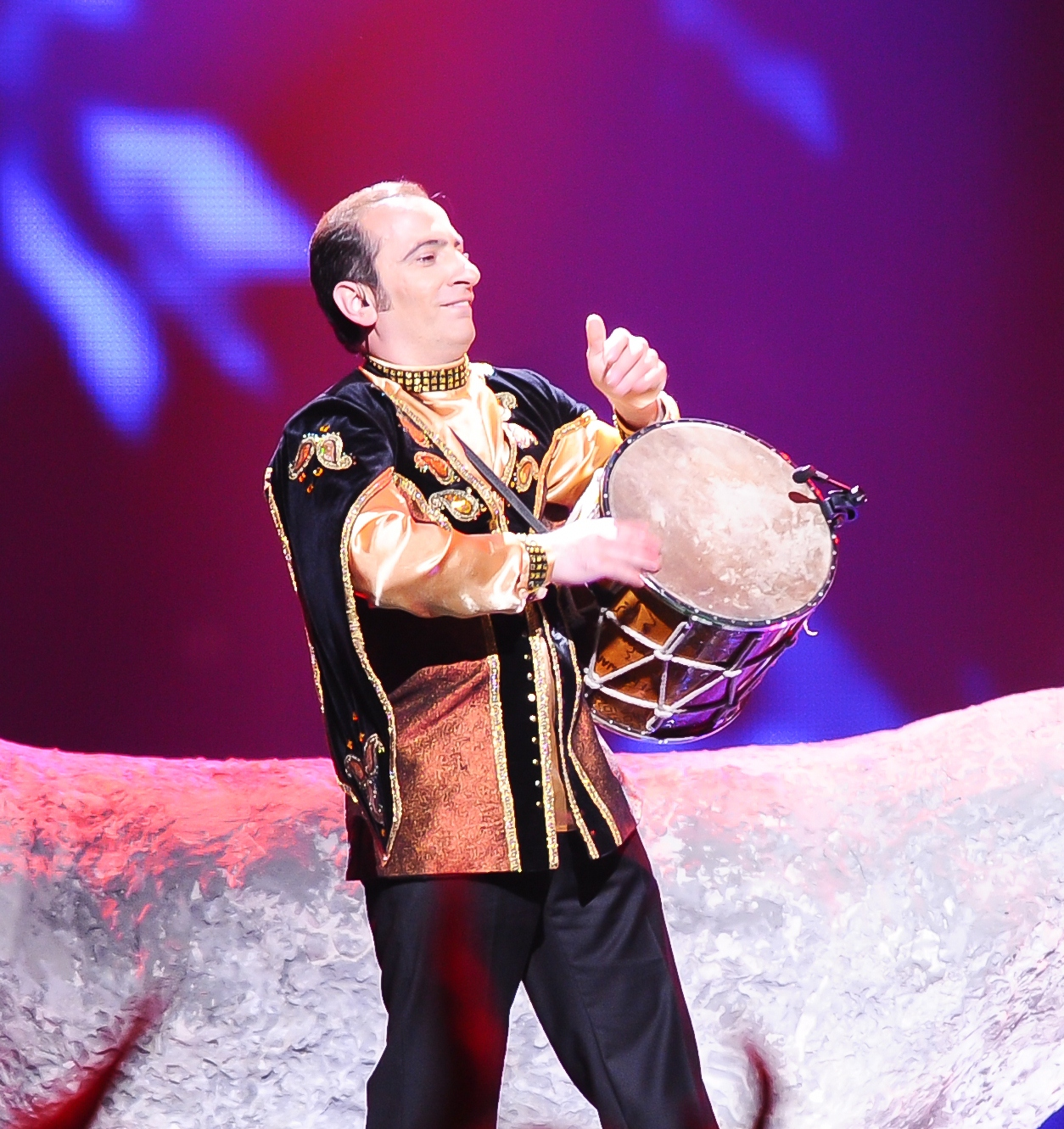
Натік Ширінов з нагарою

### Духові

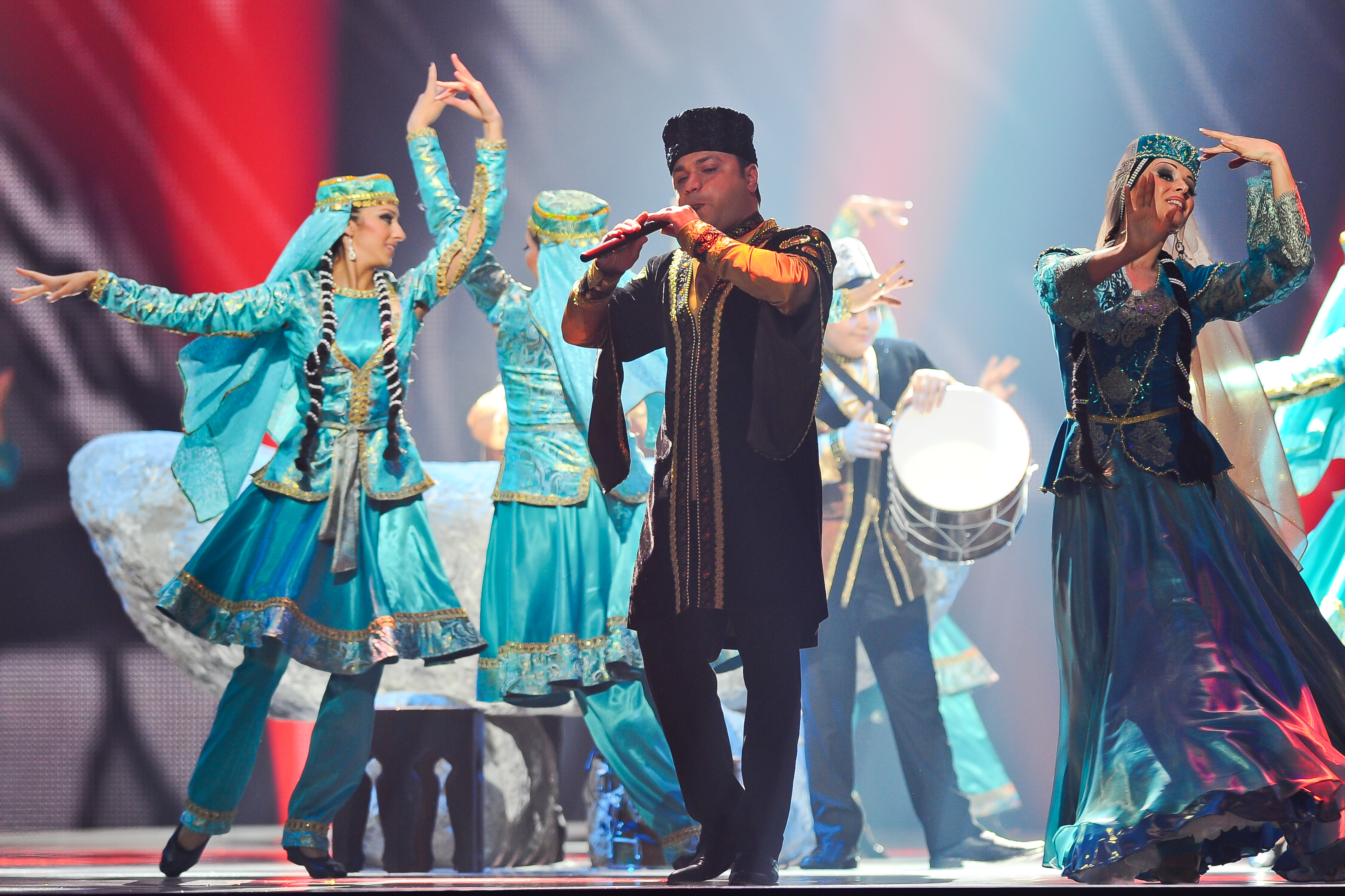
Виконання народного танцю під музику балабана

Азербайджанські духові народні інструменти бувають двох типів — флейтового і гобойного. До числа перших відноситься тутек (азерб. tütək), що являє собою пастушу сопілку найпростішої конструкції, до числа других — балабан (азерб. balaban), різновидність циліндричного гобоя. Обидва інструменти мають подвійний тростинний мундштук і однакову кількість пальцевих отворів. Різниця в звукові виникає завдяки різній будові звукових каналів.
До числа гобойних інструментів відноситься і зурна (азерб. zurna), яка має конічну форму каналу. Це надає звуку інструменту різкість. Тому балабан частіше вживається в приміщенні, зурна — на вулиці. Саме своєрідний і сильний звук цих інструментів робить їх улюбленими народними інструментами. Саз з балабаном і ударним інструментом становили ашузький ансамбль, а тар з кеманчею і бубном супроводжували виконання співаків мугамів — ханенде, духовим же народним ансамблем можна вважати гоша зурну (азерб. qoşa zurna — дві зурни) в супроводі балабана.
Також серед азербайджанських духових інструментів можна назвати най і тулум.

## Галерея

Народні музичні інструменти, виставлені в Музеї мистецтва та історії міста Коньяк (Франція) в дні виставки, присвяченої азербайджанському мистецтву й ремеслу. 5-7 листопада 2012
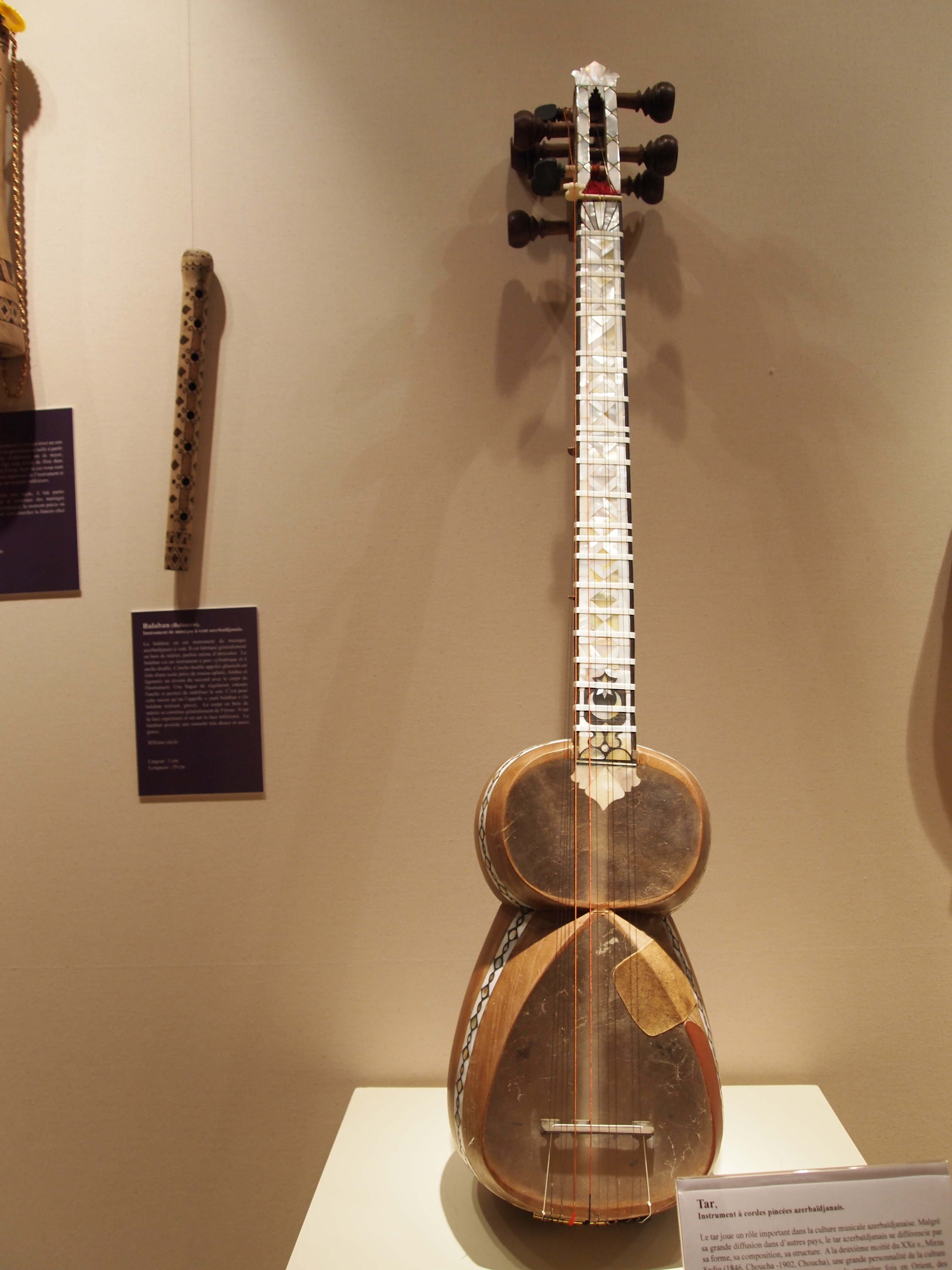
Тар
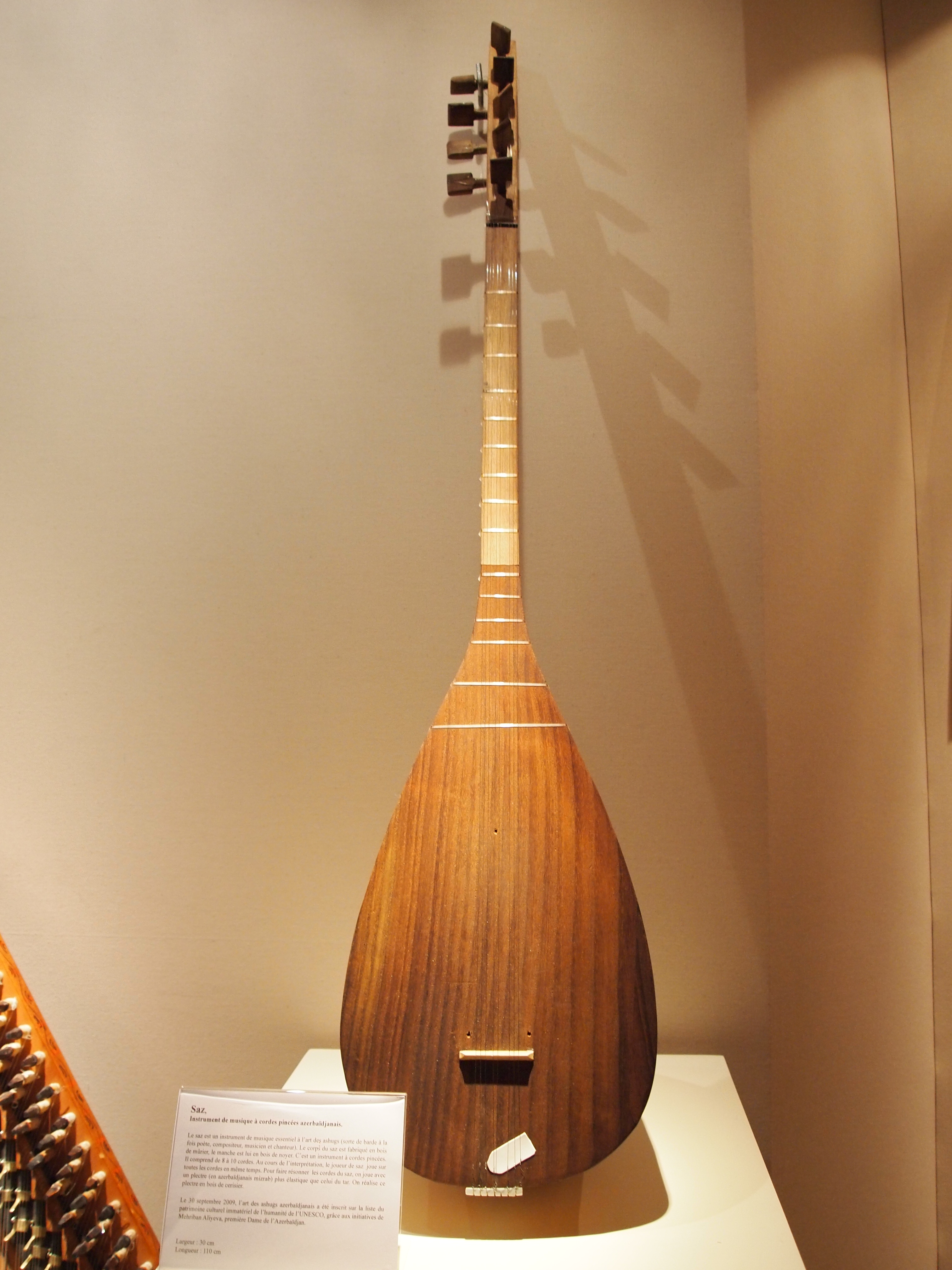
Саз
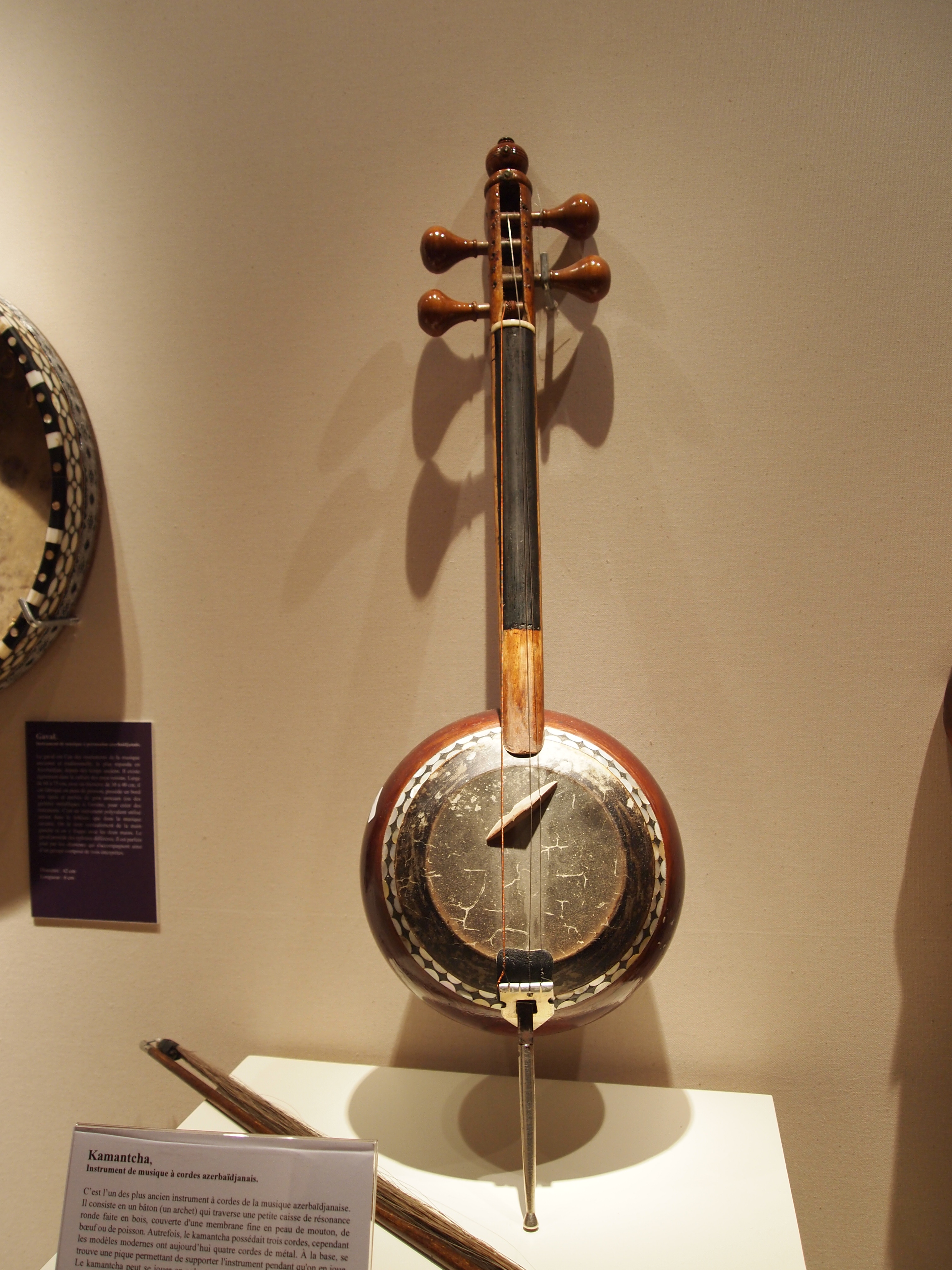
Кяманча
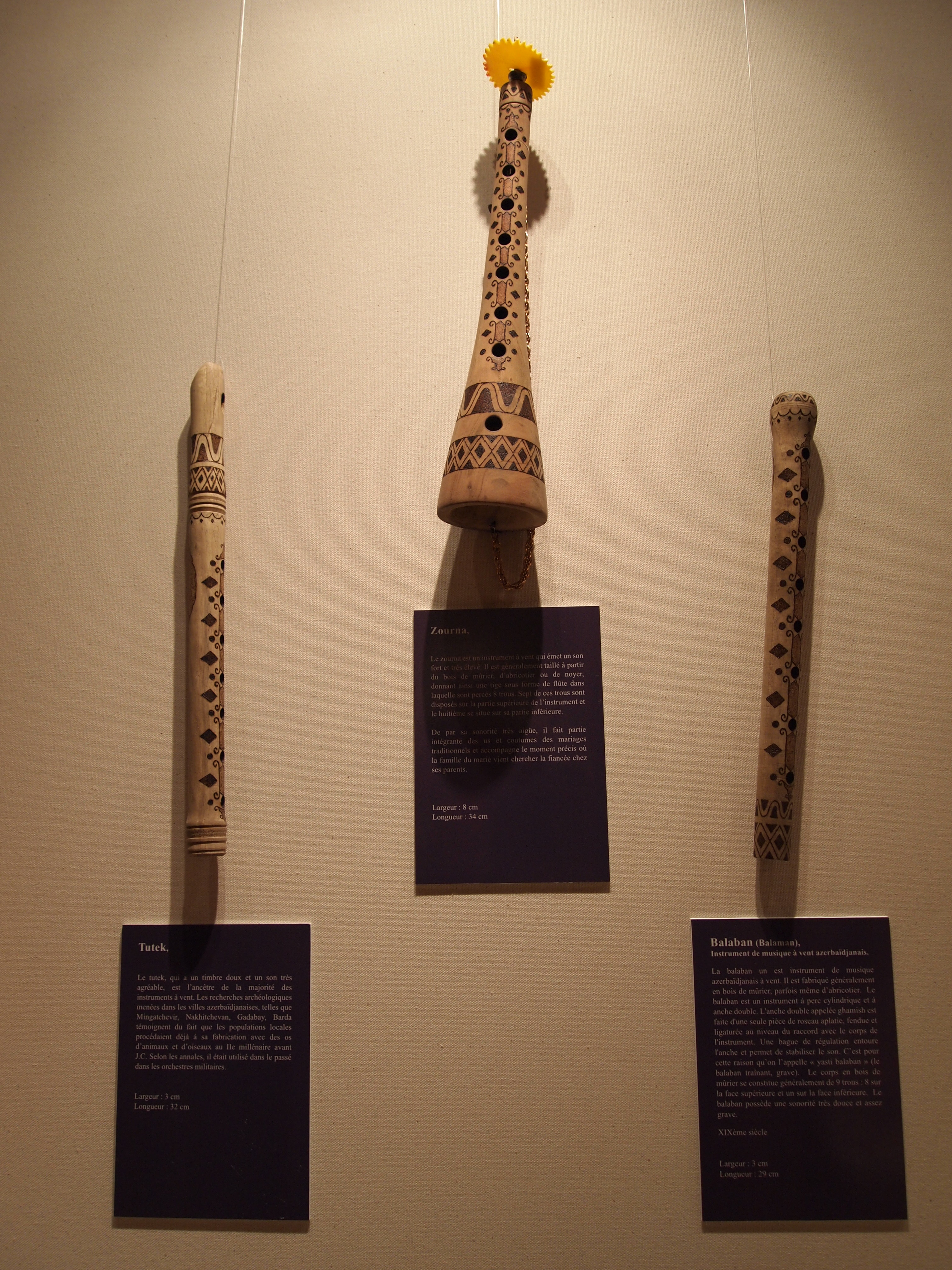
Тутек, зурна і балабан
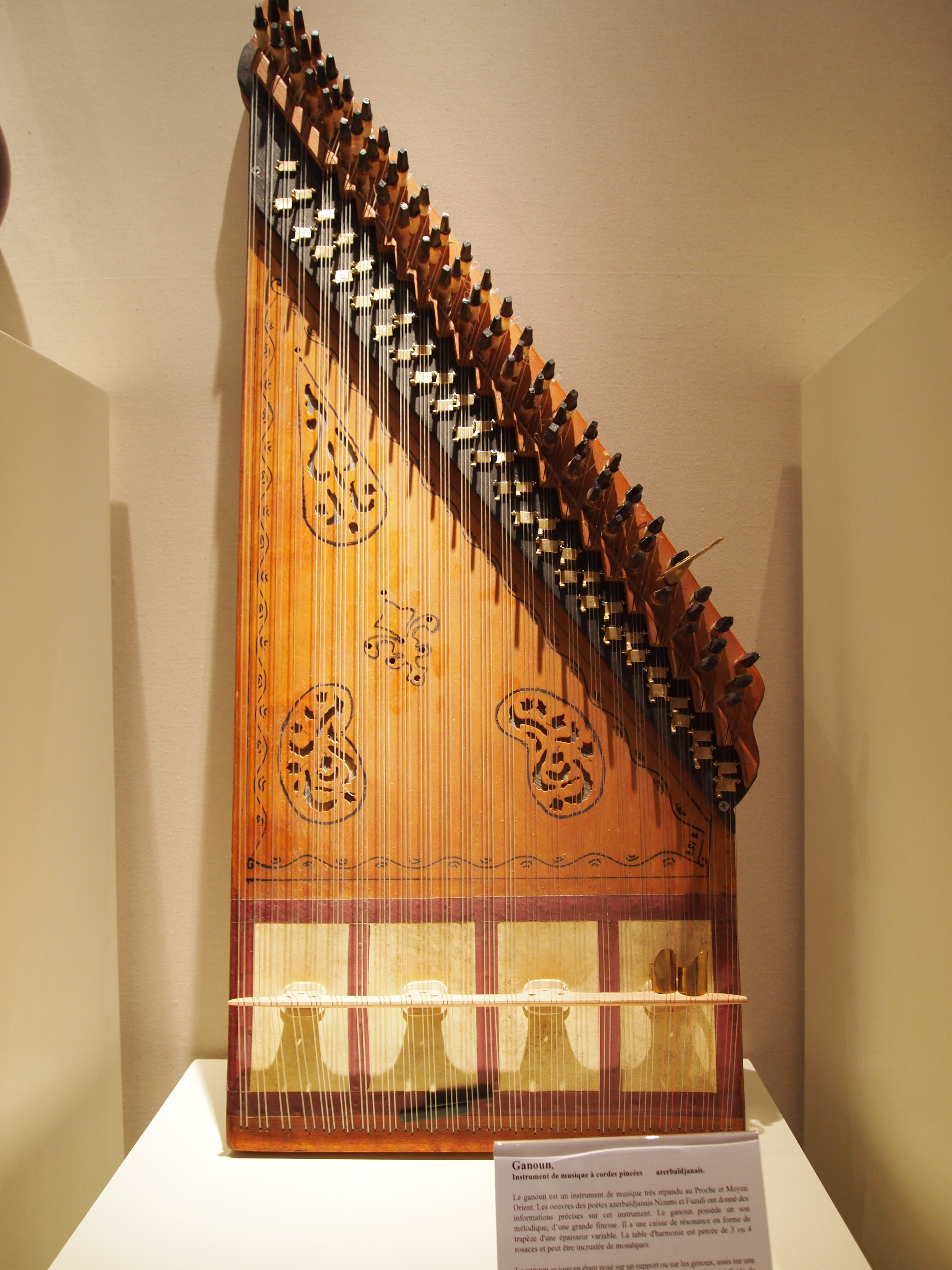
Канун
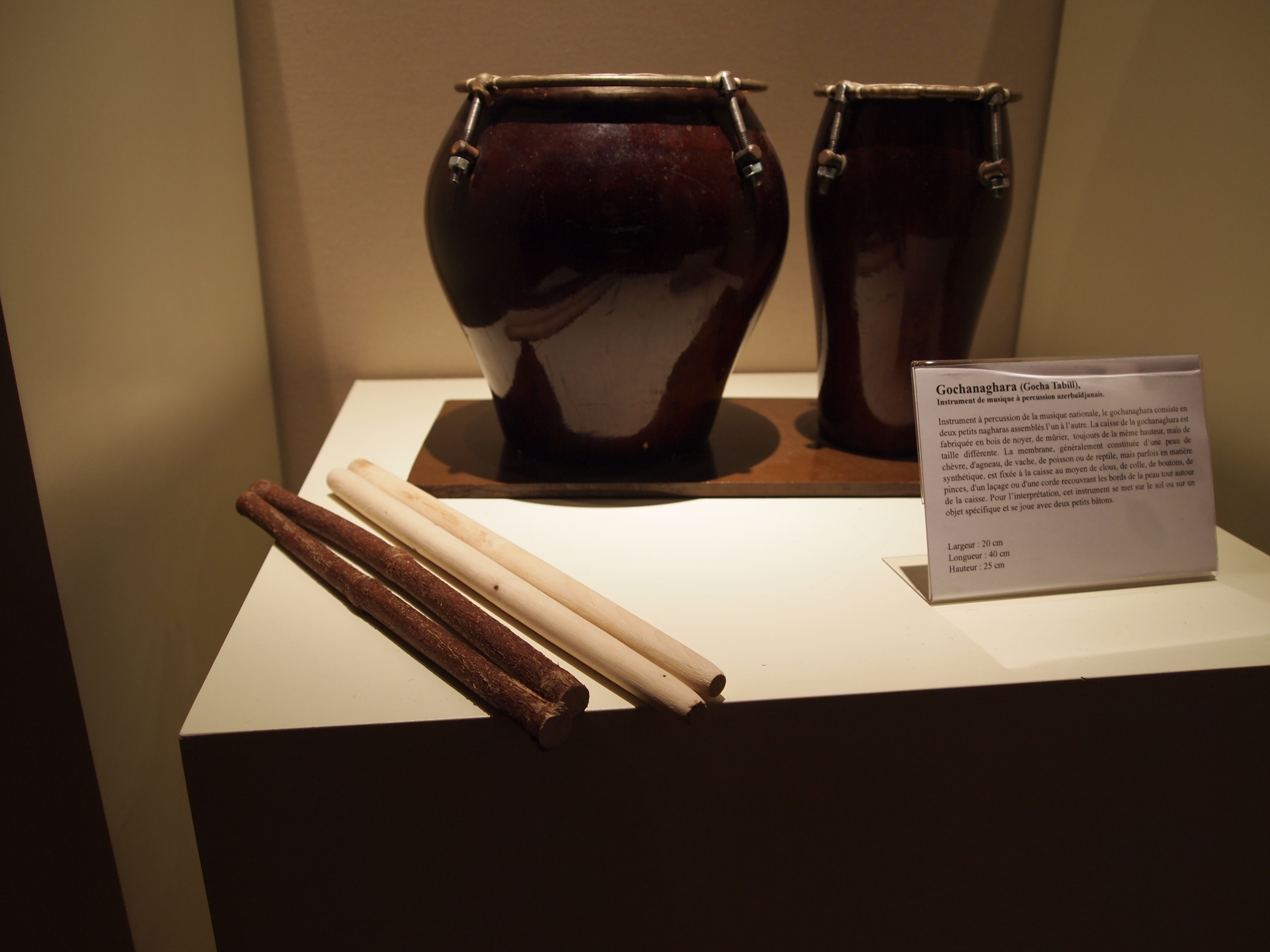
Гоша-нагару
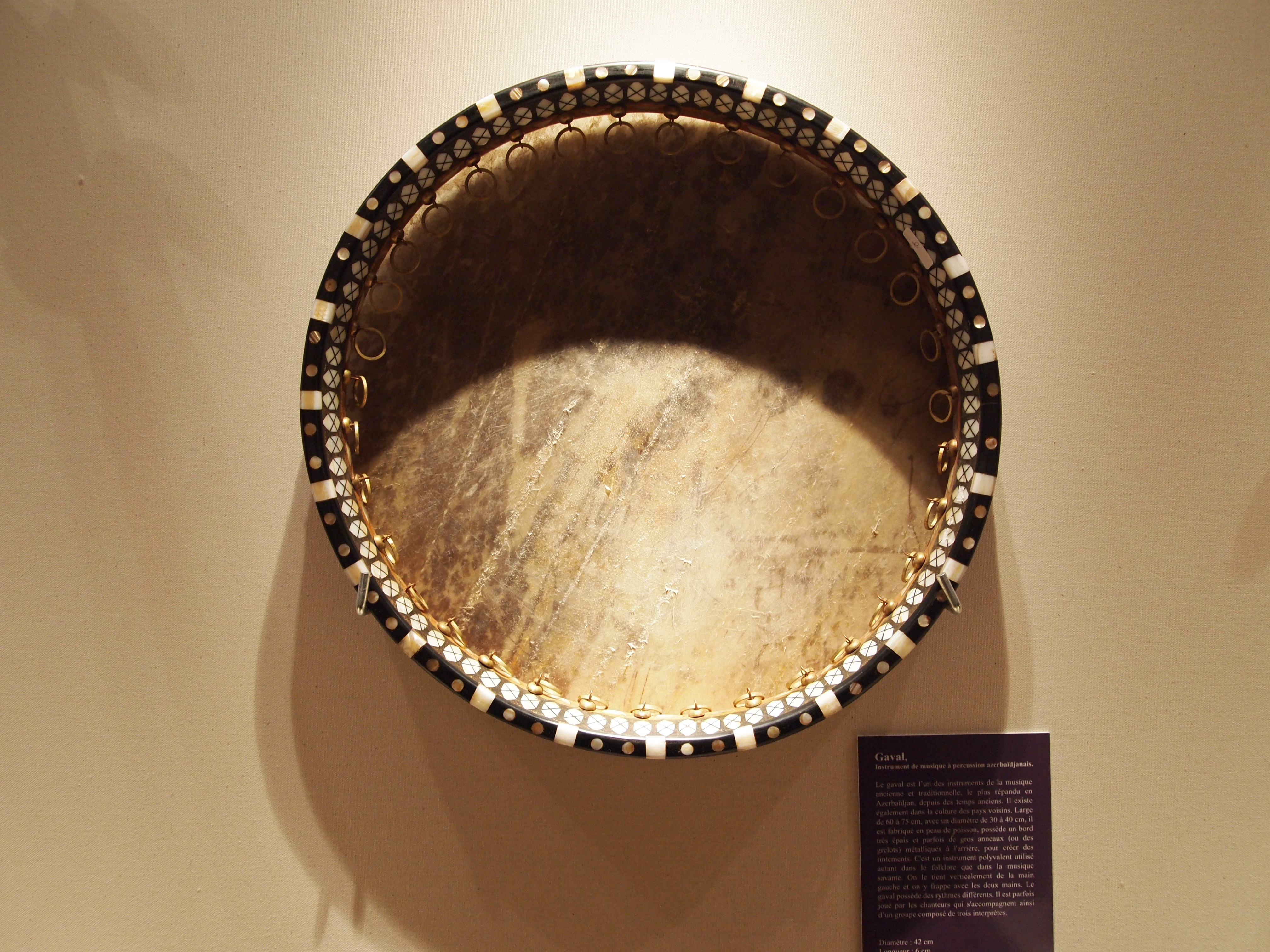
Гавал
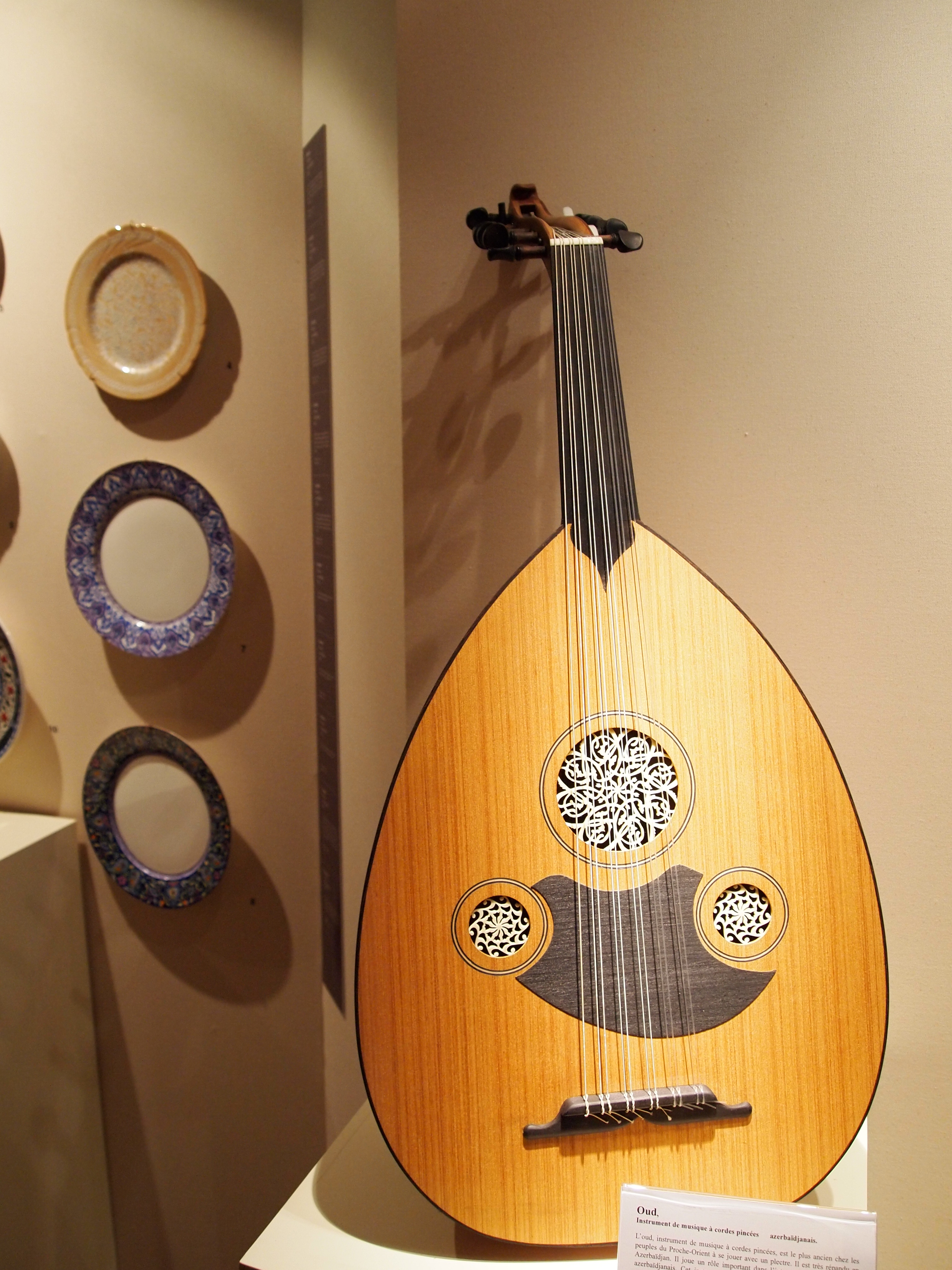
Уд

## У філателії

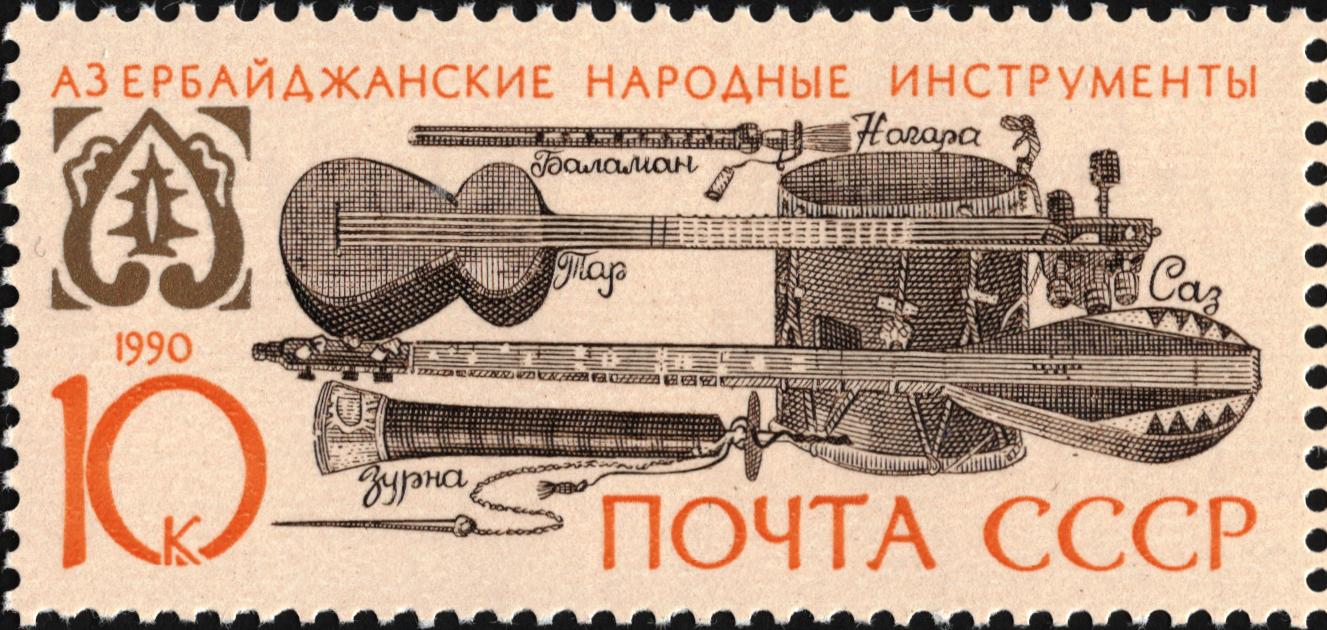
Азербайджанські народні інструменти: балабан, нагара, тар, саз та зурна. Поштова марка СРСР, 1990
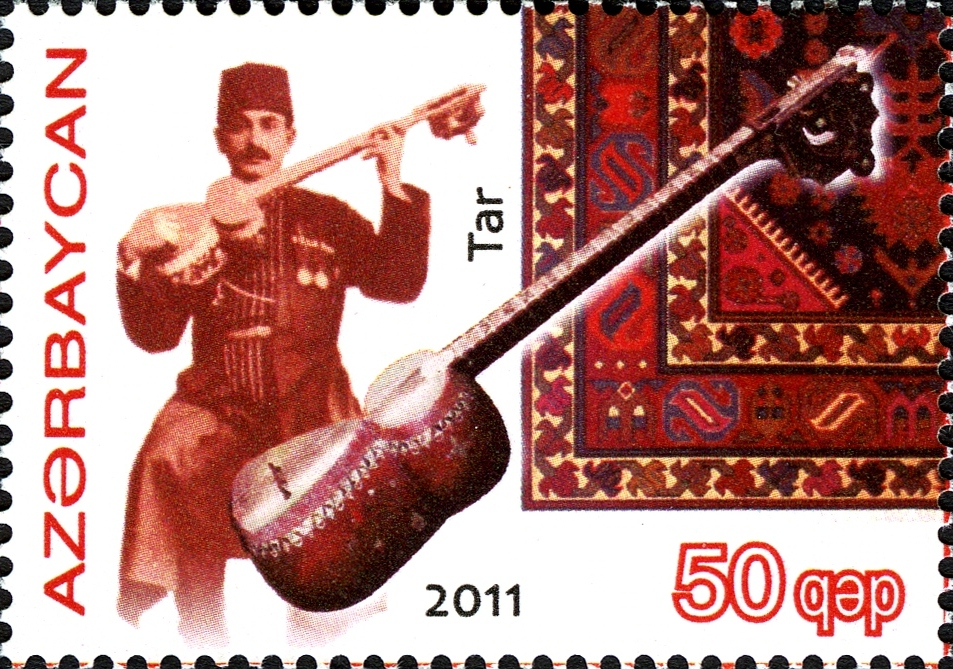
Тар. Поштова марка Азербайджану, 2011
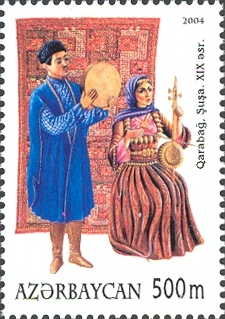
Гавал і кеманча. Поштова марка Азербайджану, 2004

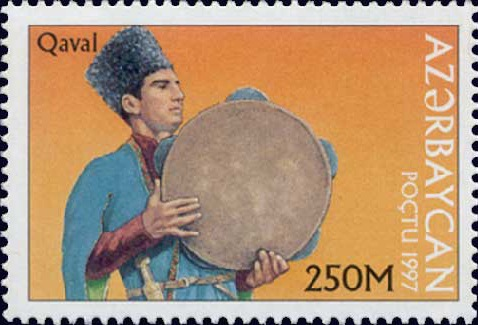
Гавал. Поштова марка Азербайджану, 1997
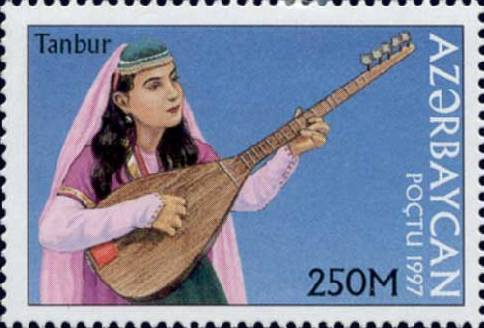
Танбур. Поштова марка Азербайджану, 1997
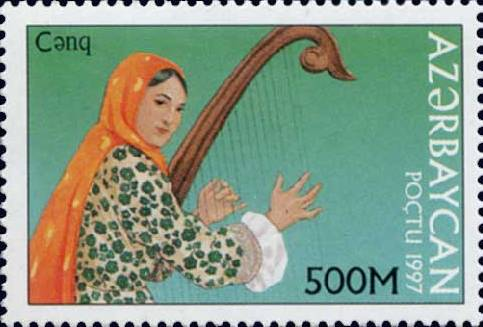
Ченг. Поштова марка Азербайджану, 1997